# Главен бескидски маршрут
Главният бескидски маршрут „Казимиеж Сосновски“ (на полски: Główny Szlak Beskidzki imienia Kazimierza Sosnowskiego, „GSB“) е пешеходен планинарски маршрут, маркиран в червен цвят, преминаващ от Устрон в Силезкия Бескид до Волосате в Бешчадите.
Най-дългият маршрут в полските планини има около 496 km дължина, преминава през Силезкия Бескид, Живецкия Бескид, Горце, Сондецкия Бескид, Ниския Бескид и Бешчадите. Преминавайки през най-високите дялове на полските Бескиди, позволява изкачване на: Стожек Велки, Бараня Гура, Бабя Гура, Полица, Турбач, Лубан, Прехиба, Раджейова, Явожина Криницка, Ротунда, Цергова, Хришчата, Смерек и Халич, както и през селища като: Устрон, Венгерска Горка, Йорданув, Рабка-Здруй, Крошченко над Дунайцем, Ритро, Криница-Здруй, Ивонич-Здруй, Риманув-Здруй, Команча, Цисна, Устжики Горне и т.н.
Главният бескидски маршрут е маршрутиран в междувоенния период. Трасето на западния дял (Устрон-Криница) е проектирано от Казимиеж Сосновски и завършено през 1929 г. Източният дял, съгласно проект на Миечислав Орлович, е завършен през 1935 г. и е водил чак до Чорногора, която се намирала в границите на Полша. Между 1935 и 1939 г. е именуван на Йозеф Пилсудски..

## Рекорди
Най-краткото време на преминаването на целия маршрут принадлежи на Мачей Виенцек (inov-8 team PL) и се равнява на 114 часа и 50 минути, направен в периода 20 – 24 юни 2013 г. Преди това почти 7 години рекордът е принадлежал на Пьотр Клосович, който през септември 2006 г. преминава целия маршрут за 168 часа. Двамата състезатели са преодолели „GSB“ от изток на запад, но Пьотр Клосович прави това без поддържащ отбор, докато Мачей Виенцек е с поддръжка.

## Галерия
- Връх на Бабя Гура (1725 m, най-високият връх на маршрута)
- Турбач и Хала Длуга („дълга ливада“)
- Сграда на ПТТК (Полски туристически съюз) на Турбач (Горце)
- Гледка на Кичора от веригата на Любан
- Верига на Любан (Горце), видяна от веригата Пиенини
- Върхът на Раджейова